# Црква Светог великомученика Пантелејмона у Враништу
Црква Светог великомученика Пантелејмона у Враништу, насељеном месту на територији града Пирота, православни је храм који припада Епархији нишкој Српске православне цркве.
По предању становника, црква посвећена Светом великомученику Харалампију саграђена је 1896. године. Црква се некада налазила у центру села, али се због расељавања становништва она сада налази на око 500 метара испред села. Малих је димензија и поседује припрату са звоником. Памте се три реконструкције Цркве: 1939, 1982. и последња реконструкција 2000. године. При последњој реконструкцији дограђена црква је дограђена за око један метар, замењена је читава кровна конструкција, срушен је стари трем и изграђен нови са звоником.